# Thomas Felke

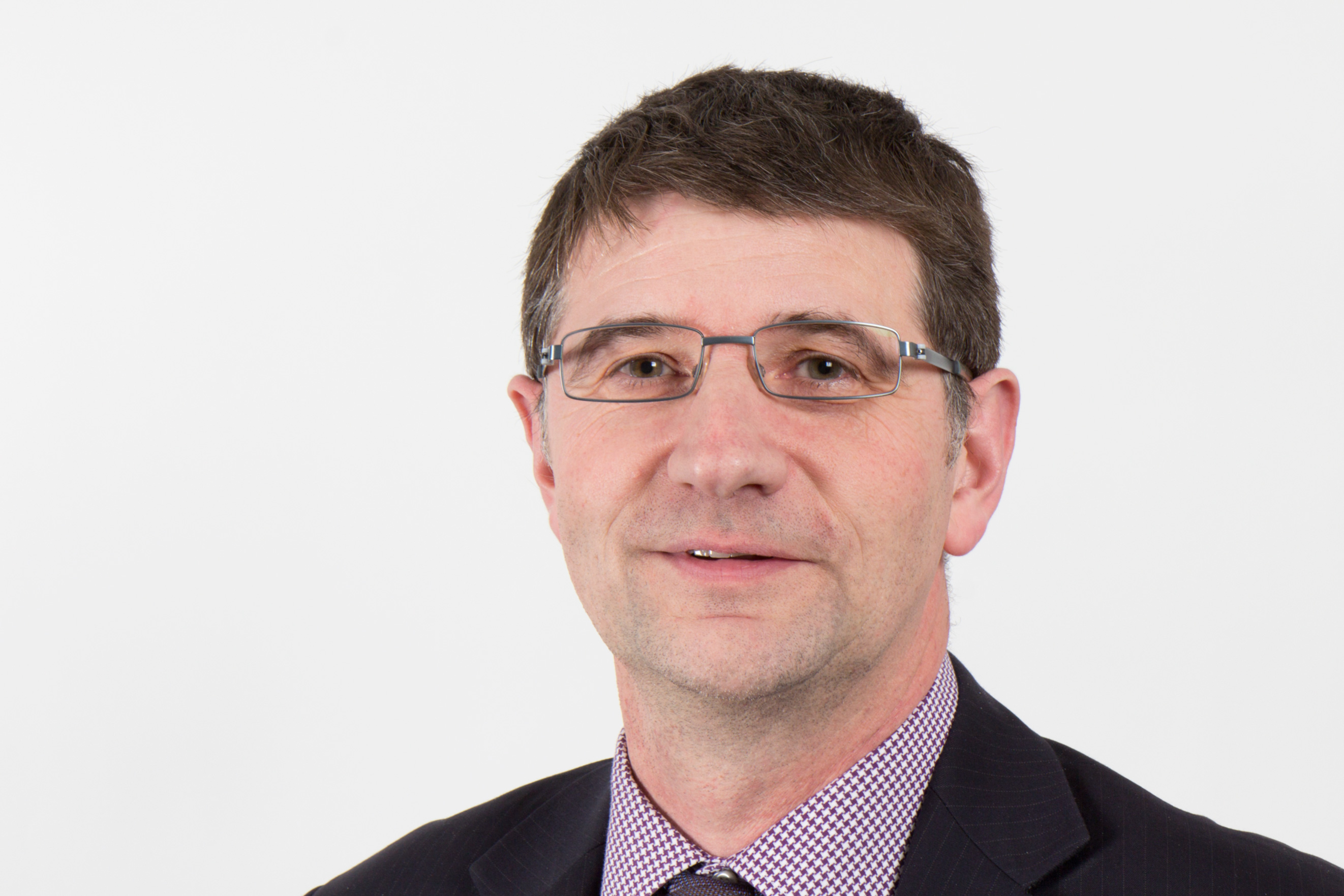
Thomas Felke, 2012

Thomas Felke (* 13. April 1963 in Bernburg (Saale)) ist ein deutscher Politiker der SPD. Er war von 1990 bis 2016 Abgeordneter im Landtag von Sachsen-Anhalt.

## Leben und Beruf
Thomas Felke legte sein Abitur 1981 ab. Von 1983 bis 1987 studierte er in Dresden an der Ingenieurschule für Verkehrstechnik. Er schloss sein Studium als Diplom-Ingenieur für Bauwesen (FH) ab und ergänzte es bis 1989 um ein Fernstudium an der Dresdner Hochschule für Verkehrswesen. Von 1987 bis 1989 arbeitete er als Brückenprüfer in der Bezirksdirektion für Straßenwesen Magdeburg. Anschließend war er bis 1990 als Technologe bei der Reichsbahndirektion Halle tätig.
Thomas Felke hat drei Kinder und lebt in einer Lebensgemeinschaft.

## Politik / Partei
1989 trat Felke in die Sozialdemokratische Partei in der DDR (SDP) ein.

## Abgeordneter
Felke war von 1990 bis 2016 Abgeordneter im Landtag von Sachsen-Anhalt. Bei den Landtagswahlen 1990, 1994, 2002, 2006 und 2011 wurde er jeweils über die Landesliste der SPD in den Landtag gewählt, bei der Landtagswahl 1998 gewann er das Direktmandat im Wahlkreis 39 (Halle II). 2006 und 2011 hatte er sich im Wahlkreis 35 (Halle I) für ein Direktmandat beworben. Während seiner Zugehörigkeit zum Parlament war er unter anderem Vorsitzender des Ausschusses für Landesentwicklung und Verkehr, Mitglied des Ausschusses für Bundes- und Europaangelegenheiten sowie Medien und Sprecher für Wohnungswesen und Städtebau der SPD-Landtagsfraktion.
Von 2004 bis 2014 war Felke Stadtrat in Halle (Saale), aktuell (Stand 2019) ist er Sachkundiger Einwohner.

## Weitere Tätigkeiten
- Stellvertretender Vorsitzender des AWO-Kreisverbandes Halle e.V.
- Vorstandsmitglied der Freiwilligenagentur Halle-Saalkreis e.V.
- Beisitzer im Präsidium des Stadtsportbundes Halle (Saale) e.V.
- Mieterverein Halle
- Verein zur Förderung des Genossenschaftsgedankens
- Halle-Neustadt-Verein
- Bürgerinitiative Paulusviertel
- Freundeskreis Franckesche Stiftungen
- Mitglied im Aufsichtsrat des Bauverein Halle und Leuna e.G.
- Mitglied im Aufsichtsrat der Technologie- und Gründerzentrum Halle GmbH